# ۹ (پیش از میلاد)
۹ (پیش از میلاد) نهمین سال قبل از تقویم میلادی است.